# Securidaca atroviolacea
Securidaca atroviolacea är en jungfrulinsväxtart som beskrevs av Adolph Daniel Edward Elmer. Securidaca atroviolacea ingår i släktet Securidaca och familjen jungfrulinsväxter. Inga underarter finns listade i Catalogue of Life.